# 八鉾村
八鉾村（やほこそん）は、広島県比婆郡にあった村。現在の庄原市、島根県仁多郡奥出雲町の一部にあたる。

## 地理
西城川上流域の小鳥原川、六の原川の支流域に位置していた。
- 山岳：道後山[1]

## 歴史
- 1889年（明治22年）4月1日、町村制の施行により、奴可郡小鳥原村、油木村、三坂村、高尾村が合併して村制施行し、八鉾村が発足[1][2]。旧村名を継承した小鳥原、油木、三坂、高尾の4大字を編成[1]。
- 1898年（明治31年）10月1日、郡の統合により比婆郡に所属[2][1]。
- 1953年（昭和28年）12月1日、大字油木字三井野の一部を島根県仁多郡八川村に編入[1]。
- 1954年（昭和29年）3月31日、比婆郡西城町と合併し、西城町が存続して廃止された[1][2]。

### 地名の由来
合併4村の氏神が八幡神社と鉾神社のため「八」と「鉾」を組み合わせたもの。

## 産業
- 農業、鈩製鉄[1]

### 鉱山
- 官営広島鉱山 - 1875年（明治8年）発足[1]。1904年（明治37年）閉鎖したが、その後は民営で継続し、1921年（大正10年）に鈩製鉄が終了した[1]。

## 交通

### 鉄道
- 1936年（昭和11年）三神線（現芸備線）落合～小奴可間開通し、大字高尾に道後山駅開設[1]。1937年（昭和12年）木次線油木駅開設[1]。